# L’Escarène
L’Escarène település Franciaországban, Alpes-Maritimes megyében. Lakosainak száma 2563 fő (2022. január 1.). L’Escarène Berre-les-Alpes, Blausasc, Lucéram, Peille és Touët-de-l’Escarène községekkel határos.

## Népesség
A település népessége az elmúlt években az alábbi módon változott:
| Lakosok száma | 1619 | 1424 | 1751 | 2259 | 2480 | 2507 | 2520 | 2554 | 2562 | 2563 |
|               | 1968 | 1982 | 1990 | 2006 | 2013 | 2015 | 2017 | 2019 | 2020 | 2022 |